# カスティーリャ＝ラ・マンチャ大学
カスティーリャ＝ラ・マンチャ大学（Universidad de Castilla–La Mancha）は、スペイン・カスティーリャ＝ラ・マンチャ州シウダ・レアル県シウダ・レアルに本部を置く公立大学。
略称は「UCLM」。1982年6月30日に設立が認可され、1985年に開学した。アルバセテ県アルバセテ、シウダ・レアル県シウダ・レアル、クエンカ県クエンカ、トレド県トレドの4か所にキャンパスを有し、シウダ・レアル県アルマデンとトレド県タラベラ・デ・ラ・レイナに付属施設を有する。

## キャンパス
キャンパスはカスティーリャ＝ラ・マンチャ州の4県都に分かれているが、本部はシウダ・レアルにある。カスティーリャ＝ラ・マンチャ州同様に広大な面積を持つカスティーリャ・イ・レオン州では公立大学が4大学に分かれているが、カスティーリャ＝ラ・マンチャ州にある公立大学は本大学のみである。

### アルバセテ・キャンパス
- 医学部
- 経済学・経営学部
- 法学部
- 人文学部
- 農業工学校
- コンピュータ工学校
- 産業工学校
- 看護学校
- 教員養成学校
- 産業関係学校

### シウダ・レアル・キャンパス
- 理学部
- 法学部
- 社会科学部
- 芸術学部
- 土木工学高等工科学校
- 情報工学高等工科学校
- 産業工学高等工科学校
- 農業技術研究所
- アルマデン高等工科学校
- 看護大学校
- 教員養成大学校
- プエルトジャーノ大学研究センター

### クエンカ・キャンパス
- 社会科学部
- 芸術学部
- 教育学部
- 人文学部
- 建築大学校
- 情報通信大学校
- 看護大学校
- 教員養成大学校
- 社会福祉大学校

### トレド・キャンパス
- 法学・社会学部
- 環境科学部
- スポーツ科学部
- 人文学部
- 看護大学校
- 理学療法学部
- 産業技術大学校
- 教員養成大学校
- タラベラ・デ・ラ・レイナCEUセンター